# USS Roosevelt (DDG-80)
El USS Roosevelt (DDG-80) es un destructor de la clase Arleigh Burke de la Armada de los Estados Unidos.

## Nombre
El nombre del destructor honra al 32.º presidente de los Estados Unidos Franklin D. Roosevelt y a la primera dama Eleanor Roosevelt.

## Historial de servicio

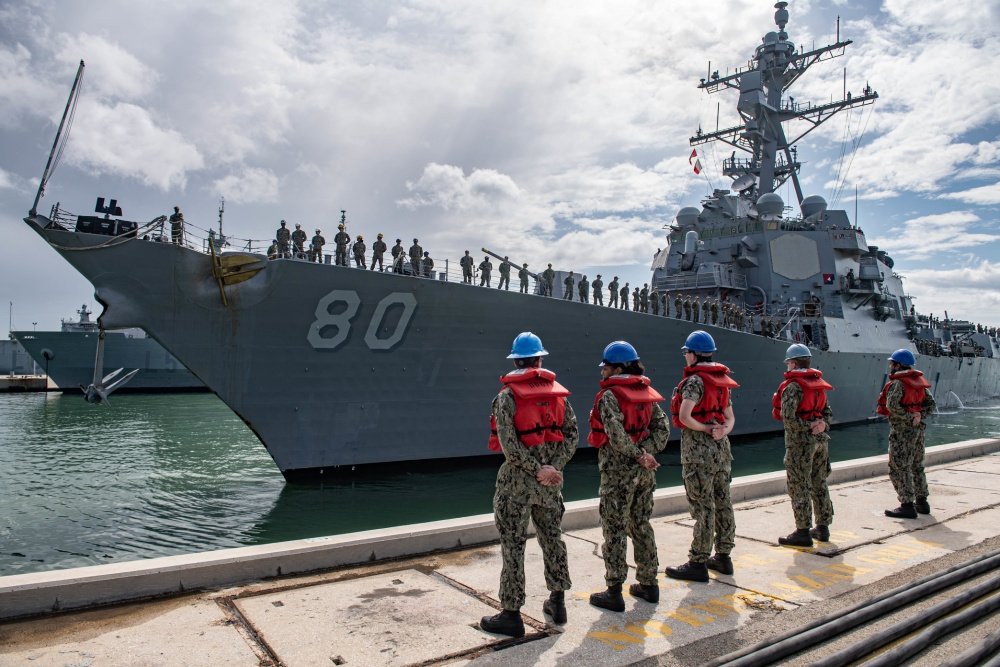
El USS Roosevelt (DDG-80) llegando a la base naval de Rota (España), año 2020.

El 14 de octubre de 2000 el USS Roosevelt entró en servicio en una ceremonia en la Estación Naval Mayport, Florida.
El flamante destructor realizó su primer despliegue en la Operación Libertad Duradera y operaciones de interdicción marítima en el mar Mediterráneo y el golfo Pérsico siendo parte del grupo de batalla del portaviones USS John F. Kennedy.
En 15 de septiembre de 2020 el destructor entró al Mar Negro generando preocupación de la armada rusa. 

En 2020 se unió a la Forward Deployed Naval Force-Europe en la base naval de Rota (España), sustituyendo al USS Carney.
El 8 de octubre de 2023, el día después del ataque de Hamás a Israel, el secretario de Defensa de Estados Unidos, Lloyd Austin, ordenó al grupo de ataque del portaaviones USS Gerald R. Ford dirigirse hacia el Mediterráneo oriental en respuesta. Junto al portaaviones, el grupo también incluye el crucero Normandy y los destructores Ramage, Carney, Roosevelt y Thomas Hudner.